# Гончарук Григорій Іванович
Григо́рій Іванович Гончару́к (9 серпня 1937, Новогеоргіївка Ананьївського району Одеської області) — завідувач кафедри історії та етнографії України Одеського національного політехнічного університету, доктор історичних наук, професор. Вчений у галузі історії і сучасної діяльності політичних і громадських організацій, проблем взаємовідносин інтелігенції і влади.

## Життєпис
Народився 9 серпня 1937 року в селі Новогеоргіївка Ананьївського району Одеської області.
Закінчив Васильківське військове авіаційно-технічне училище в 1959 році. Служив у Качинському вищому військовому авіаційному  училищі льотчиків. Має звання капітан.
У 1967 році закінчив з відзнакою історичний факультет Одеського державного університету ім. І. І. Мечникова. У 1970  році захистив кандидатську дисертацію, викладав в Одеському національному політехнічному університеті. У 1984 році захистив докторську дисертацію. З 1985 року — професор. Опублікував 38 книг. З його ініціативи була заснована аспірантура в технічному вищому навчальному закладі. Особисто він підготував близько 30 кандидатів наук, деякі з них вже стали докторами.
У 1987—1988 роках працював радником ректора Кабульського університету (Афганістан).
Г. І. Гончарук є ініціатором заснування та головним редактором  фахового збірника «Інтелігенція і влада» (Серія «Історія»), який виходить з 2002 року. Голова редколегії збірників матеріалів дев'ятнадцяти всеукраїнських і двох всеафганських наукових конференцій.
Разом із дружиною, вчителем математики, виховали двох синів

## Відзнаки
- Відмінник освіти України (1998)
- Заслужений працівник освіти України (2010)
- Почесний краєзнавець України (2017)

Нагороджений вищою відзнакою Народного Руху України «За заслуги перед українським народом» ІІ ступеня
Медалі:
- Маршала Жукова,
- «10 років Саурської революції» Президента Афганістану,
- «Слава»,
- «За доблесну працю»,
- «За мужність» Демократичної організації молоді Афганістану, Почесний знак «Об'єднання вищих офіцерів м. Одеси» та відзнакою історичного факультету Одеського національного університету ім. І. І. Мечникова.

## Науковий доробок
Свій власний творчий потенціал професор Г. І. Гончарук особливо успішно реалізував в роки державної незалежності України, коли на порядок денний постала нова наукова проблематика, рідна його творчому кредо й патріотичним у своїй основі національно-демократичним поглядам. Визначним науковим досягненням у творчій біографії професора стали дослідження нової для української науки проблеми — становлення багатопартійного суспільно-політичного життя незалежної України. Зокрема, багато років творчої праці віддано темі, пов'язаній з зародженням й розвитком Народного Руху України, історичного значення його діяльності в становленні суверенної Української держави. Використавши архіви рухівських структур, автор у своїх наукових працях, зокрема в монографії «Народний Рух України. Історія» зумів дати доволі об'єктивну картину історії формування НРУ та критично оцінити діяльність його лідерів, висвітлити місце і роль НРУ у політичному житті республіки. На цій основі ним створена і успішно функціонує наукова школа з вивчення історії та діяльності Народного Руху України, громадських та політичних організацій.
Природно, основне наукове досягнення професора — це його власні більш як 150 наукових і науково-методичних праць, у тому числі 38 монографій. Серед його книг — видання історико-партійного й краєзнавчого характеру, персоналістика, збірники документальних матеріалів. До кола наукових інтересів професора Г. І. Гончарука входить і така гостра й складна проблема, як національний повстанський рух в Україні в роки Другої світової війни, зокрема діяльність Української Повстанської Армії.
Головний редактор трьох колективних монографій, ініціатор заснування і головний редактор періодичного наукового збірника «Інтелігенція і влада» серій «Історія» (фаховий), «Політологія» і «Соціологія», яких побачило світ вже 20 номерів. Він неодноразово призначався членом спеціалізованої вченої ради з захисту кандидатських і докторських дисертацій при історичному факультеті Одеського національного університету ім. І. І. Мечникова, 28 років є членом вченої ради Одеського національного політехнічного університету. бере активну участь у громадському житті Одещини та країни, є головою Одеського обласного відділення Конгресу української інтелігенції, членом Президії Національної ради КУІну, співголовою Асоціації істориків вищої школи України. Відмінник освіти України. Заслужений працівник освіти України. Нагороджений вищою відзнакою Народного Руху України «За заслуги перед українським народом» ІІ ступеню, медалями Маршала Жукова, «10 років Саурської революції» Президента Афганістану, «Слава», «За доблесну працю», «За мужність» Демократичної організації молоді Афганістану, а також Почесним знаком «Об'єднання вищих офіцерів м. Одеси» та відзнакою історичного факультету Одеського національного університету ім. І. І. Мечникова.

## Основні наукові праці
- Партийное руководство идейно-политическим воспитанием молодежи в период строительства социализма (на материалах Украинской ССР). — Киев-Одесса, 1980;
- Роль комсомольского политического просвещения в формировании марксистско-ленинского образования молодёжи. — Киев-Одесса: «Вища школа», 1984;
- Идеологическая работа КПСС: опыт формирования коммунистического мировоззрения. — Київ: Знання УССР, 1984;
- Основные направления идейно-политического воспитания молодежи в условиях развитого социализма (на материалах Украинской СРР) депонированое научное издание : — О: ДНТБУ, 1985;
- Комсомольское политическое просвещение (1946—1986 гг.). — Киев, 1987;
- Афганистан, прости. Исследование пережитого. — Москва-Одесса: «Реклама», 1992;
- Народний рух України. Історія. — О.: Астропринт, 1997;
- Одеське протистояння. — О.: Астропринт, 1999;
- Украинская повстанческая армия   в   литературе  и документах — О.: Астропринт, 2001 Співавтор: А. Е. Нагайцев);
- Одеська стратегія.  1999—2000 роки. — О.: Астропринт, 2001;
- Президент і Одеса (1994—2001). — О.: Астропринт, 2001;
- Комінтернівське: історія і сучасність (1802—2002 роки). — О.: Астропринт, 2002;
- Украинская повстанческая армия в нацистских документах. — О.: Астропринт, 2003 (Співавтор: А. Е. Нагайцев);
- Атакованный за призвание [Електронний ресурс]: о деятельности одесского городского головы Руслана Боделана с августа 2001 по июнь 2003 года. — Одеса: Астропринт, 2003;
- Нацистские документы об УПА. Разночтение. — Одеса: Астропринт, 2003 (Співавтор: А. Е. Нагайцев);
- Историография одесских фабрик и заводов. — О., 2004 (Співавтор: А. Е. Нагайцев);
- Украинские повстанцы в советских литературе и документах. 1944—1953. — О., 2004 (Співавтор: А. Е. Нагайцев);
- Національна ідея і Народний Рух України. — О., 2006 (Співавтор: О. А. Шановська);
- Расправа (Украинское повстанчество в советских документах 1954—1964 годов). Часть ІІ. — О.: Астропринт, 2006 (Співавтор: А. Е. Нагайцев);
- Выбор одесских политехников. — О., 2006;
- Газетна пам'ять. — О., 2007; [Архівовано 4 квітня 2015 у Wayback Machine.]
- Неравная борьба продолжалась: этнический потенциал движения за независимую Украину по отечественным документам 1965—1974 годов. Ч. 3 — О.: Астропринт, 2009 (Співавтор: А. Е. Нагайцев);
- Украина: предрассветные сражения: сопротивление власти в советских документах 1975—1991 годов — О.: Астропринт, 2011 (Співавтор: А. Е. Нагайцев, О. А. Шановська);
- Г. І. Гончарук і ті, хто про нього: Газетні розум та емоції. Частина друга — О.: Астропринт, 2012 (За редакцією С. А. Цвілюка);
- Народний Рух України: Історія : 1989—1996 рр. Видання друге, доповнене — О.: Астропринт, 2014;
- Син болгарський — патріот український — О.: Астропринт, 2014, (Співавтор: Л. М. Іваніченко);
- Знайти і зберегти. Серія: «Мемуари професора». Книга перша. — О.: Політехперіодика, 2015;
- Сутички з університетською елітою. Серія: «Мемуари професора». Книга друга, — О.: Бахва, 2016;
- Доленосний політехнічний. Серія: «Мемуари професора». Книга третя, — О.: Астропринт, 2016;
- Випробовування посадою. Серія: «Мемуари професора». Книга четверта, — О.: Бахва, 2016;
- Персональна справа № 88 — О.: Бахва, 2016, (Співавтор: Л. М. Іваніченко);
- Ректор від Бога — О.: Астропринт, 2017, (Співавтор: Л. М. Іваніченко);
- Написано в Кабуле и Одессе. Серія: «Мемуари професора». Книга пятая. Внеочередная. — О.: Екология, 2018;
- Історія України кличе на лінію вогню. Серія: «Мемуари професора». Книга шоста. — О.: Екология, 2018;
- З роки із 82. Серія: «Мемуари професора». Книга сьома. — О.: Екология, 2019;
- Президенти України і колектив кафедри. Серія: «Мемуари професора». Книга восьма. — О.: Прес-кур'єр, 2020;
- Президенти України і колектив кафедри. Серія: «Мемуари професора». Книга восьма. Видання друге. Перероблене й доповнене. — Київ: «Український пріоритет», 2020;
- Їм не подам руки. Серія: «Мемуари професора». Книга дев'ята. — О.: Прес-кур'єр, 2021.